# Российско-ливанские отношения
Российско-ливанские отношения — дипломатические отношения между Россией и Ливаном.

## История
Дипломатические отношения между СССР и Ливаном были установлены 3 августа 1944 года на уровне миссий, в 1956 года миссии были преобразованы в посольства.

### Двусторонние договоры
Между 2 государствами был подписан целый ряд соглашений: о торговле и денежном обороте (30.04.1954 и 16.07.1970), воздушном сообщении (08.02.1966), о сотрудничестве в сфере туризма (08.06.1970), о порядке пересылки дипломатической почты без сопровождения дипломатических курьеров (02.02.1962 и 15-22.02.1971)
.

## Посольства
У России есть посольство в Бейруте, а Ливан имеет посольство в Москве.